# Asaf Jah I.

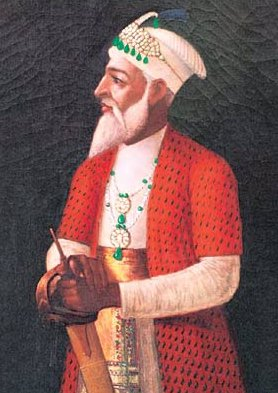
Nizam ul-Mulk, Asaf Jah I.

Asaf Jah I. (voller Name: Qamar ud-Din, Chin Qilich Khan, Khan-i-Dauran, Nizam-ul-Mulk, * 11. August 1671; † 22. Mai 1748 nahe Burhanpur) war ein indischer Adliger am Mogulhof, der, nachdem er im Jahr 1720 die Statthalterschaft über den Dekkan auf Dauer errungen hatte, zum Begründer einer muslimischen Dynastie wurde, die den Fürstenstaat Hyderabad bis 1948 regierte.

## Herkunft und Jugend
Asaf Jahs Urgroßvater Alam Shaikh stammte aus Samarkand im Emirat Buchara. Der ältere seiner beiden Söhne Khwaja Abid kam 1654/5 auf dem Weg nach Mekka durch Indien, wo er am Mogulhof vorstellig wurde. Auf der Rückreise (1657) schlug er sich im ausbrechenden Thronfolgekrieg auf die Seite Aurangzebs, der ihn mehrfach beförderte und schließlich den Titel eines Khan verlieh. Später wurde er Gouverneur (subahdar) und trug den Titel Qilich Khan. Er fiel bei der Belagerung Golkondas am 30. Januar 1687. Er hatte fünf Söhne, der älteste war Shahab ud-Din (= Ghazi ud-Din Firuz Jung). Dessen erste Frau war Safia Khanam, Tochter von Sadullah Khan, dem Wesir von Shah Jahan, sie wurde die Mutter von Qamar ud-Din, dem späteren Asaf Jah I. Dieser erhielt bereits mit 6 Jahren vom Kaiser einen Mansab von 4000 mit 450 Berittenen, der schon im nächsten Jahr auf 5000 erhöht wurde. Noch während seiner Kindheit erfolgten weitere Rangerhöhungen. Seit 1685 durfte er sich Khan nennen, ab 1690 Chin Qilich Khan. Im Jahr 1700 wurde er Gouverneur der Karnatik und Faujdar (eine Art Polizeichef und Gerichtsherr) für Talikota. Zwei Jahre später wurde er Gouverneur von Bijapur, dazu erhielt er sein erstes mit Juwelen besetztes Turbanornament (sarpech) sowie ein Pferd und einen Elefanten. Mit der Ernennung zum Garnisonskommandanten (thanedar) von Sanpagon ging eine weitere Rangerhöhung einher.

### Unter Bahadur Shah und Jahandar Shah
Nach dem Tode Aurangzebs versuchte Prinz Azam ihn durch die Ernennung zum Gouverneur des Handelsplatzes Burhānpur, dessen Mauern er verstärken ließ, und den Titel Khan-i-Dauran auf seine Seite zu ziehen. Nachdem Azam gefallen war, berief Prinz Muazzam, der neue Schah Alam Bahadur († 1712), ihn im Jahr 1705 an seinen Hof, bestätigte alle seine Ränge und Titel und ernannte ihm zum Gouverneur von Oudh und Faujdar für Lucknow. Nach einiger Zeit zog sich Chin Qilich Khan jedoch aus der Politik zurück und lebte bescheiden.
Zunächst unterstützte er in der Thronfolgefrage Azim ush Shan, wurde dann aber vom Sieger Jahandar Shah im Rang erhöht. Innerhalb der sunnitischen Turani-Fraktion (mit ihren Kämpfern) war er während der kurzen Herrschaften Jahanders und Farrukh Siyars einflussreich.

### Unter Farrukh Siyar
Der schwache aber grausame Herrscher Farrukh Siyar (1713–19) verlieh ihm den Titel Nizam-ul-Mulk (Urdu:نظام‌الملک ‚Ordner des Reiches‘) und machte ihn im Jahr 1713 zum Gouverneur der sechs Provinzen des Dekkan sowie zum Faujdar der Karnatik. Während seiner ersten Amtszeit in Aurangabad gelang es dem Nizam, die Steuer- und Tributeintreibung effizienter zu organisieren, sowie die immer weiter vordringenden Marathen in Schach zu halten. Bereits zwei Jahre später (1715) wurde er an den kaiserlichen Hof zurückgerufen, wo er nach außen hin neutral blieb. Die intrigenreiche Atmosphäre am Hofe unter Kontrolle der Sayyid-Brüder behagte ihm nicht. Für seinen Unterhalt, und um seine Truppen aus der Hauptstadt zu entfernen, wurde er bald nach dem Sturz Farrukhs zum Faujdar für Muradabad und Gouverneur von Malwa ernannt.

### Dekkan ab 1720
Asaj Jah begab sich, um einer gegen ihn gerichteten Intrige der Sayyids zu entgehen, eigenmächtig zurück in den Dekkan und besiegte in der Schlacht von Pandher (⚔ 19. Juni 1720) den von ihnen eingesetzten Stellvertreter, einen Neffen Hussain Ali Khans. Dem neuen Kaiser Muhammad Shah (reg. 1719–48), dem der Kopf Hussains, in Salz eingelegt, als Beilage zu einem freundlichen Brief gesandt worden war, blieb nichts anderes übrig, als die neuen Verhältnisse durch einen Ferman abzusegnen. Zwei Jahre später wurde er Ende 1722 als Wesir nach Delhi gerufen und sollte noch zusätzlich Statthalter von Gujarat werden, das er bis Juli 1723 aufsuchte. Bei den Hofschranzen wegen seiner Strenge und Sparsamkeit unbeliebt, hatte er bereits im November 1723 genug von deren Intrigen und legte sein Amt nieder. Er selbst begab sich am 18. Dezember auf Jagd, „entdeckte“ eine Marathen-Invasion (die von ihm organisiert worden war) und schlug sein Feldlager einige Zeit bei Sehor auf.
Er machte sich erneut auf, gegen den Willen des Herrschers, die Distrikte des Dekkan zu übernehmen. Im Juni 1724 kam er wieder nach Aurangabad, dort hatte ihn Mubariz Khan, ein ehemaliger Gefolgsmann Hussain Alis vertreten. Am 11. Oktober 1724 kam es zur Schlacht nahe Shakarkheldar in Berar, wobei die Truppen des Statthalters geschlagen wurden. Der Ort wurde in Fathkhelda („Dorf des Sieges“) umbenannt. Der Nizam begab sich ins sichere Hyderabad, wo er am 16. Januar 1725 ankam.
Zwischenzeitlich hatte man in Delhi seine Meinung geändert und einen Ferman erlassen, der Nizam-ul-Mulk als Gouverneur wieder einsetzte. Diese Nachricht kam jedoch zu spät. Der Nizam, der nun ein Drittel der Staatseinkünfte sowie beinahe drei Viertel des Kriegsmaterials der Moguln kontrollierte, bedankte sich in einem unterwürfigen Brief und sicherte den Mogulkaisern ewige Treue zu. Seine Nachfahren behielten diese Praxis bei, sie erklärten sich nie als unabhängig, bis im Jahr 1858 der letzte Mogul nach dem Sepoy-Aufstand ins Exil geschickt wurde. Sämtliche Ernennungen für Ämter und Jagirs, die der Nizam aussprach, erfolgten, ebenso wie die Münzprägungen (bis unter Asaf Jah III.) für und im Namen des Herrschers in Delhi, selbst als dieser nach der Einnahme der Stadt 1803 vollkommen machtlos geworden war. Der Nizam selbst, als Gouverneur mit Sipah Salar („Heerführer“) bezeichnet, sah sich stets als Untertan (fidwi), obwohl er während seiner Karriere seinen Herrn dreimal verriet. In Aurangabad war und blieb er de facto der zweite Mann im Reiche.
Die sechs Provinzen des Dekkan erstreckten sich zwischen dem Fluss Narmada im Norden und Rameswaram im Süden sowie von Poona bis an den Golf von Bengalen und grenzten somit auch an die Interessengebiete der East India Company und der Franzosen an der Koromandelküste. Das Gebiet war administrativ in 93 Bezirke (sarkar) und 1228 paraganas unterteilt, für die jeweils ein zuständiger Beamter ernannt wurde, der für seinen Unterhalt ein Lehen  erhielt. Diese Beamten hatten zugleich militärische, juristische und – besonders wichtig – fiskalische Aufgaben. Von Bedeutung waren innerhalb der herrschenden Klasse die jeweiligen Ränge (mansab), von denen oft mehrere zusammenkam. Die fälligen Abgaben (peshkash)  lieferte man weiterhin an den Mogulhof, nicht jedoch ohne einen wesentlichen Teil davon für sich zu behalten.
Probleme gab es, außer mit seinen Feinden bei Hofe, mit den Marathen, denen 1719 das Recht zugestanden worden war, Tribute (chauth) und Abgaben in den Mogulländern zu erheben. Die zu diesem Zwecke ernannten Beamten (kamavisdar bezw. gumashta) ließen sich gerne durch Truppen unterstützen. Nizam-ul-Mulk versuchte diese Praxis für seine Gebiete durch direkte Zahlungen zu unterbinden. Zeitweise unterstützte er den Thronprätendenten Shambhuji. In Verhandlungen nach der Schlacht von Palkhed nahe Daulatabad (⚔ 11. März 1727) hatte er fast sein Ziel erreicht, die Steuereintreiber der Marathen erreichten jedoch, dass ihr Herrscher Shahu I. dies dann doch ablehnte und stattdessen dem Nizam wieder den Krieg erklärte. Im Vertrag von Mungi-Shevgaon (6./22. März 1728) erreichte der Nizam nur, dass Barzahlungen für die Provinz Hyderabad geleistet wurden. Die Kämpfe gegen den Peshwa Baji Rao I. zogen sich in Gujarat und Malwa fast noch ein Jahrzehnt hin. Nach einer gewonnenen Schlacht vor Bhopal im Januar 1738 erreichte der Peshwa im Vertrag von Sironj (17. Januar) die Anerkennung seiner Herrschaft in Malwa. Der Nizam, obwohl auf der Verliererseite, hatte keine persönlichen Verluste.
Auf Wunsch des bedrängten Kaisers begab er sich im Sommer 1737 nach Delhi, wo er aufs ehrwürdigste empfangen wurde. Er erhielt ein Charqab, eine kostbare, aufwändig mit Gold bestickte Weste.  sowie den höchsten möglichen Titel Asaf Jah (Urdu آصف جاہ ‚edel wie Asaph‘) – nach islamischer Legende war Asaf der äußerst weise Wesir des an sich schon weisen Königs und Propheten Salomo. Zunächst erhielt er den Auftrag, gegen die Marathen in Malwa vorzugehen. Bei der Schlacht von Karnal (⚔ 24. Feb. 1737) gegen Nadir Schah verweigerte er für seine 8000 Truppen dem Mogul die Gefolgschaft. Im Jahre 1738 spielte er eine Vermittlerrolle gegenüber Nadir Schah, um dessen Abzug zu erreichen. Es folgten weitere Ehren und Titel, obwohl er im Kampf gegen die Marathen ebenso wie gegen Nadir Schah wenig Erfolge vorzuweisen hatte. Er verließ Delhi endgültig am 7. August 1740 und erreichte Burhanpur am 19. November.

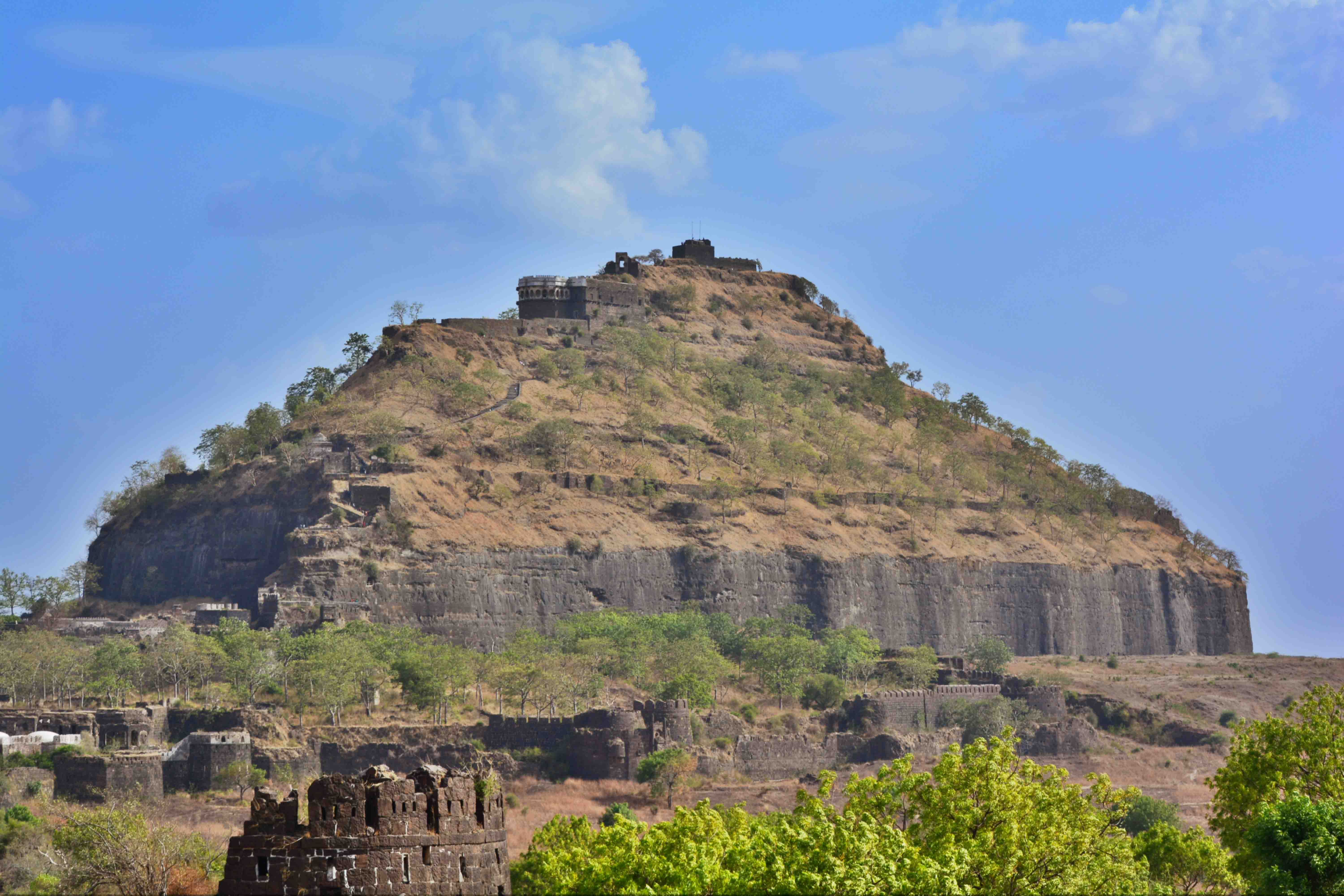
Fort von Daulatabad

Sein zweiter Sohn Nasir Jung war von seinem Vater, als dieser 1737 nach Delhi ging, als Stellvertreter auf dem Dekkan eingesetzt worden. Dieser sah nach dem Tod von Baji Rao (März 1740) Gelegenheit selbst Gouverneur zu werden. Asaf Jah gelangte im März 1741 nach Aurangabad, das von seinem aufständischen Sohn verlassen worden war. Verhandlungen mit dem anrückenden Vater hatten keinen Erfolg, er wurde, nach einigen Kämpfen und seiner Flucht nach einer Schlacht am 2. August 1741 vor Aurangabad gefangen genommen und einige Zeit inhaftiert. Die nächsten Jahre konsolidierte Asaf Jah seine Herrschaft.
Eine Maratheninvasion in Arcot, dessen Fürst sich Trichonoply (heute: Tiruchirappalli) einverleibt hatte, war 1743 der Anlass für einen Feldzug, den der Raja von Tanjore mit 4 Millionen Rs. bezahlte. Im Januar 1744 kam es zu einem vorteilhaften Friedensschluss, jedoch kränkelte Asaf Jah seit seiner Rückkehr. Im Jahr 1746 wurde ein aufständischer Raja aus Balkonda vertrieben. Eine verheerende Hungersnot suchte 1747 den Dekkan heim; kurz nach deren Ende starb Asaf Jah. Sein Mausoleum befindet sich im Fort von Daulatabad.
Die knapp 30 Jahre seiner Verwaltung im Dekkan waren eine für damalige indische Verhältnisse friedliche Zeit, insbesondere da die Region in den vorhergehenden 40 Jahren seit der Invasion Aurangzebs unter den häufig wechselnden Gouverneuren wenig Ruhe gehabt hatte. In seine Zeit fallen die Gründung des Ortes Nizamabad sowie der Bau der Stadtmauer um Hyderabad und des Ausbaus des Harsul-Kanals durch Aurangabad. Zeitlebens förderte er muslimische Gelehrte und Dichter; selbst verfasste er zahlreiche Gedichte in der Hofsprache Persisch, die in zwei Bänden gesammelt wurden.

## Nachfolge
Asaf Jah I. hatte je sechs Töchter und Söhne. Um die Nachfolge stritten ein Enkel und vier Söhne. Keiner seiner Nachfahren erreichte wieder sein militärisches oder diplomatisches Geschick.
Es amtierten:
1. 1. Juni 1748 bis 16. Dezember 1750: Nasir Jung Mir Ahmad (* 1712) der zweite Sohn. Nach seiner Freilassung wieder Stellvertreter seines Vaters in Aurangabad. 1749 Nizam ud-Daula, erschossen von Himmat Khan, Paschtunenhäuptling von Kurnool in französischem Auftrag
2. 16. Dezember 1750 bis 13. Februar 1751: Muhyi ud-Din Muzaffar Jung Hidayat (Enkel), mit den Franzosen verbündet. Auf dem Weg zur Inthronisation in Hyderabad nach einer Schlacht bei Lakkaredi-palli gegen die Truppen seines Paschtunen-Verbündeten ermordet.
3. als Usurpator: Februar 1751 - † 16. Oktober 1752: Mir Muhammed Pannah (= Ghazi ud-Din; ältester Sohn.) Vertreter seines Vaters als Wesir in Delhi, als 1737 gegen Nasir Jung vorgegangen wurde. Anspruch unterstützt vom Peshwar. Von der Stiefmutter in Aurangabad vergiftet.
4. 13. Februar 1751 bis 8. Juli 1762: Mir Ali Salabat Jung (* 1718). Der 3. Sohn, nach Ermordung von Muzaffar Jung mit (bezahlter) französischer Unterstützung ins Amt gebracht. In Delhi anerkannt, mit den Titeln Asaf ud-Daula und Amir-ul-mamalik. Von seinem Bruder abgesetzt, gefangen (6. Juli 1762) im Fort von Bidar, dort ermordet 1763 (oder 1764 gestorben?).
5. 8. Juli 1762 bis 6. August 1803: Ali Khan Asaf Jah II. (1734–1803, der jüngste Sohn, = Nizam Ali). Seit 1759 mit weitreichenden Vollmachten. Nutzte nach seinem Erfolg gegen die Marathen vor Poona (Friede 2. Januar 1762), die Gelegenheit bei Rückkehr seinen Bruder zu stürzen (von den Briten installiert).

Die Nawabs des 1784 gegründeten Zwergstaates Baoni (300 km²) sind ebenfalls Nachfahren von Asaf Jah.